# Casablanca (pel·lícula)
Casablanca és una pel·lícula estatunidenca del 1942 dirigida per Michael Curtiz i protagonitzada per Humphrey Bogart i Ingrid Bergman. Va guanyar tres Oscars i ha estat sovint valorada com una de les millors pel·lícules de la història. Va obtenir un èxit immediat que ha perdurat des de l'estrena. Els crítics n'han lloat les interpretacions carismàtiques de Bogart i Bergman, l'entesa entre aquests dos actors, la profunditat dels personatges, la finesa del guió i l'impacte emocional del conjunt de la pel·lícula.
Es tracta d'un drama situat a la ciutat marroquina de Casablanca durant la Segona Guerra Mundial, controlada aleshores pel govern de Vichy, que té com a protagonista Rick Blaine, un lluitador antifeixista. El tema principal de la pel·lícula és el conflicte de Rick, que ha d'escollir entre el seu amor per Ilsa i la necessitat de fer el que és just, tot ajudant el marit d'aquesta.

## Argument
Rick Blaine (Humphrey Bogart) és un estatunidenc murri i cínic expatriat a Casablanca. Dirigeix el «Rick's Café Américain» ('El Cafè Americà d'en Rick'), un cabaret i sala de joc que atrau una clientela variada, que va des de francesos col·laboracionistes i oficials nazis, fins a refugiats de guerra i malfactors diversos. Encara que Rick diu que és neutral en totes les qüestions, es descobreix que va ser a Etiòpia per combatre la invasió italiana del 1935 i que va lluitar en el bàndol republicà en la Guerra Civil espanyola contra el dictador Franco.
Ugarte (Peter Lorre), un delinqüent de baixa estofa, arriba al local amb uns salconduits obtinguts després d'assassinar dos correus alemanys. Aquests passis permeten que el portador pugui viatjar lliurement per l'Europa controlada pels alemanys i arribar a països neutrals com Portugal, cosa que implica poder fugir a Amèrica. Els papers, doncs, tenen un valor inestimable per a qualsevol dels refugiats que hi ha a Casablanca, i Ugarte planeja d'obtenir una bona picossada venent-los al club al millor postor. Tanmateix, abans que aquest intercanvi pugui tenir lloc, Ugarte és arrestat per la policia local, per ordre del capità de policia francès Louis Renault (Claude Rains), un oportunista corrupte que diu de si mateix que «no tinc cap convicció... vaig on em dugui el vent, i el vent que ara preval resulta ser el de Vichy». Tot i així, Renault i els nazis no saben que Ugarte havia confiat els papers a Rick perquè «... d'alguna manera, i perquè em menysprea, és l'únic en qui confio.»
En aquest punt, la persona que és la causa de l'amargor de Rick entra altre cop a la seva vida. La seva examant, Ilsa Lund (Ingrid Bergman), arriba amb el seu marit Viktor László (Paul Henreid), un fugitiu de la resistència txeca buscat pels nazis. La parella necessita els papers per anar-se'n cap a Amèrica i perquè László pugui continuar la lluita des d'allà.
Ferrari (Sydney Greenstreet), rival de Rick en els negocis i una figura influent en el submón criminal de Casablanca, parla amb Laszlo i li fa entendre que Rick té els papers. László es troba amb Rick en privat, i aquest es nega a cedir-li els documents tot dient-li que en pregunti la raó a la seva dona. Són interromputs en plena discussió per un grup d'oficials nazis encapçalats pel major Strasser (Conrad Veidt) que comencen a cantar «Die Wacht am Rhein», una cançó patriòtica alemanya. En resposta, László s'aixeca i demana a l'orquestra que toqui «La marsellesa», l'himne nacional francès prohibit, símbol de llibertat. L'orquestra mira Rick cercant la seva aprovació i aquest assenteix amb el cap. László comença a cantar; al principi és tot sol, però després el fervor patriòtic massa temps reprimit s'encomana a la multitud i tothom hi participa en el cant, tot aconseguint fer callar els alemanys. Com a venjança, Strasser ordena a Renault que clausuri el club.
Aquella nit, al local ja desert, Ilsa s'encara a Rick. Quan aquest es nega a donar-li els salconduits, ella l'amenaça amb una pistola, però és incapaç de disparar, i acaba confessant a Rick que encara l'estima. Li explica que, quan el va conèixer i se'n va enamorar a París, creia que el seu marit havia mort intentant escapar-se d'un camp de concentració nazi. Més tard, amb l'exèrcit alemany a punt d'entrar a la ciutat i quan havien acordat de fugir-ne junts, va saber que László era viu i que estava amagat; és per aquest motiu que va abandonar Rick sense cap explicació, per tornar al costat d'un László malalt.
Amb aquesta revelació, l'amargor de Rick es dissol i els amants es reconcilien. Rick declara que l'ajudarà, i per encoratjar-la li fa creure que es quedarà amb ella quan Lászlo se'n vagi. László apareix inesperadament, després d'haver pogut fugir d'una batuda de la policia en una reunió de la resistència, i mentre els dos homes parlen, Ilsa resta amagada.
László revela que és conscient de l'amor de Rick per Ilsa i intenta que Rick utilitzi els salconduits per salvar-la. Tanmateix, la policia arriba i arresta László amb una acusació de conveniència. Rick convenç Renault d'alliberar-lo prometent que el podrà detenir per un delicte molt més greu: el de la possessió dels salconduits robats. Per convèncer Renault, Rick li explica que a ell només li interessa poder anar-se'n a Amèrica amb Ilsa.
Tanmateix, quan Renault intenta arrestar finalment László, Rick se li encara i el força a punta de pistola a ajudar el fugitiu a escapar-se. Ja al camp d'aviació, al darrer moment, Rick fa embarcar Ilsa amb el seu home en l'avió amb destinació a Lisboa, tot dient-li que si no ho fes, a ella li sabria greu: «Potser no avui, potser no demà, però aviat i per la resta de la teva vida».
Com que Renault havia avisat el major Strasser, aquest arriba just quan l'avió ja corria per la pista per enlairar-se i, quan tracta d'avisar telefònicament la torre de control perquè aturin l'enlairament, Rick el mata d'un tret. Quan la patrulla de policia arriba, Renault els diu que «arrestin els sospitosos habituals», protegint així Rick. Una vegada sols, Renault suggereix d'anar-se'n junts de Casablanca i que s'uneixin tots dos a la França lliure a Brazzaville. Després de dir això, s'endinsen en la boira amb una de les frases més memorables de la història del cinema: «Louis, em penso que això és el començament d'una gran amistat.»

## Producció

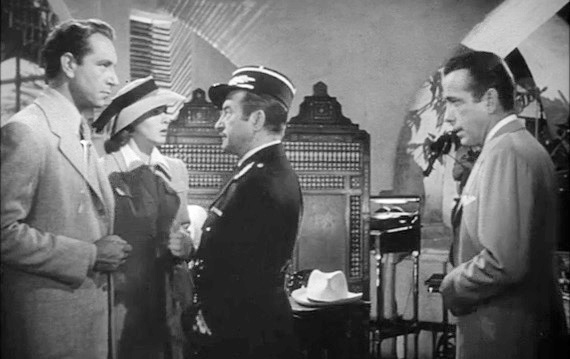
D'esquerra a dreta: Victor Laszlo, Ilsa Lund, el capità Renault i Rick Blaine

La pel·lícula es basa en l'obra de teatre Everybody Comes to Rick's, de Murray Burnett i Joan Alison. L'analista d'històries de la Warner Bros, Stephen Karnot, quan va llegir l'obra, la va titllar de «sensibleria sofisticada», però l'editora Irene Diamond va convèncer el productor Hal Wallis de comprar els drets per 20.000 dòlars, la suma més gran mai pagada a Hollywood per una obra no produïda.
El projecte es va rebatejar Casablanca, aparentment copiant el film de 1938 Algiers. El rodatge va començar el 25 de maig de 1942 i es va acabar el 3 d'agost. La pel·lícula va costar un total d'1.039.000 dòlars (75.000 més del que hom havia previst), que tot i no ser una xifra excepcionalment elevada, estava per sobre de la mitjana d'aquell temps.
La pel·lícula es va rodar íntegrament en estudis, excepte l'arribada del comandant Strasser, que es va filmar a l'aeroport Van Nuys de Los Angeles. El carrer que es va fer servir per als exteriors havia estat construït feia poc per a una altra pel·lícula, The Desert Song, i es va anar utilitzant fins als anys 60. El decorat del bar de Rick es va construir en tres parts inconnexes, fent que la disposició interna de l'edifici sigui indeterminada: en algunes escenes, la càmera mira a través d'una paret des de l'àrea del cafè cap a l'oficina de Rick.
Per a l'escena final, en què es veu un avió Lockheed Model 12 Electra Junior amb personal que hi camina al voltant, es van utilitzar extres nans i un avió de cartró de mida proporcional. És per emmascarar l'aspecte poc convincent de l'aparell que s'hi va afegir la boira. No obstant això, el parc temàtic de la Disney a Orlando, Florida, va comprar un Lockheed 12A per a la seva atracció Great Movie Ride (Gran Passejada de Pel·lícula), i afirmà que era el mateix avió utilitzat en el rodatge.
El crític de cinema Roger Ebert va dir que Wallis, el productor, era la «força creativa clau» de la pel·lícula, a causa de la cura aportada per la producció als detalls com, per exemple, el fet d'insistir que s'utilitzés un lloro de veritat al bar. També va ser Wallis qui va escriure el text final («Louis, penso que això és el començament d'una gran amistat»), quan el rodatge ja s'havia acabat, cosa que va obligar a fer venir Bogart un mes després per al doblatge.
L'alçada de Bergman provocà alguns problemes: era cinc centímetres més alta que Bogart, i en les escenes conjuntes Curtiz va fer que Bogart es plantés sobre escambells o blocs, o que segués sobre coixins per fer-lo semblar més alt.
Més tard, es va pensar d'afegir-hi una escena final que mostrés Rick i Renault formant part d'un destacament de soldats francesos lliures i participant en la invasió dels Aliats del nord d'Àfrica; tanmateix, va resultar massa complicat de fer tornar a venir Claude Rains i la idea es va abandonar definitivament quan David O. Selznick va declarar que «canviar el final seria una equivocació terrible.»

### Guió
L'obra original estava inspirada en un viatge que Murray Burnett va fer per Europa el 1938, durant el qual va visitar Viena després de l'Anschluss, i on va viure de primera mà les discriminacions que hi implantaren els nazis. Més endavant, al sud de França, va descobrir un cabaret que tenia una clientela provinent de diferents països, que parlaven llengües diferents; allà hi havia el prototipus de Sam, el pianista negre. A l'obra de teatre, Rick era un advocat i el personatge d'Ilsa era una estatunidenca anomenada Lois Meredith que no va conèixer László fins després d'acabar la relació amb Rick a París.
Els primers guionistes van ser els germans bessons Epstein, Julius i Philip, que van construir els antecedents de Rick i hi van afegir alguns elements de comèdia. Més tard, es va incorporar a l'escriptura del guió Howard Koch, que hi va fer destacar els elements polítics i melodramàtics. Malgrat aquestes diferències d'enfocament, els tres guionistes van treballar en paral·lel. Casey Robinson, que no surt als crèdits, hi va col·laborar en els diàlegs entre Rick i Ilsa al cafè. Curtiz sembla que va afavorir les parts romàntiques, insistint a retenir els flashbacks de París.
Malgrat aquest nombre de guionistes i de visions, la pel·lícula té el que Ebert descriu com una escriptura «meravellosament unificada i coherent». Koch, més tard, va afirmar que era la tensió entre el seu propi enfocament i el de Curtiz el que ho explicava: «Sorprenentment, aquests enfocaments diferents devien encaixar d'alguna manera, i potser aquesta mena de guerra entre Curtiz i jo va ser el que va aportar un cert equilibri a la pel·lícula.» Julius Epstein, pel seu cantó, diria més tard que el guió contenia «més blat de moro que en els estats de Kansas i Iowa junts. Però quan el blat de moro funciona, no hi ha res millor» (el joc de paraules es basa en el fet que, en anglès dels Estats Units, corn (blat de moro) també vol dir «andròmines» o «inversemblances»).
L'Administració del Codi de Producció (l'organisme d'autocensura de Hollywood) hi va posar certs entrebancs, ja que s'oposava a la idea que el capità de policia Renault hagués obtingut favors sexuals dels refugiats, o al fet que Rick i Ilsa haguessin dormit junts a París. Es van fer alguns canvis, però aquests dos temes es van mantenir en la versió final.

### Direcció
Wallis volia que el director en fos William Wyler, però com que aquest no estava disponible, va optar pel seu amic Michael Curtiz. Curtiz era un jueu hongarès que havia emigrat als Estats Units als anys 20, i que encara tenia alguns membres de la família refugiats de l'Europa nazi.
Roger Ebert opina que Curtiz té el mèrit d'haver utilitzat les imatges més per explicar la història que no pas per al seu lluïment, amb la qual cosa obtingué certs plànols memorables. Pel que fa al desenvolupament de la trama, però, va aportar relativament poca cosa: Casey Robinson deia que Curtiz «no coneixia la història... la veia en imatges i tu li explicaves com anava». El crític Andrew Sarris va titllar la pel·lícula de l'excepció més decisiva de la teoria d'autor, a la qual cosa Aljean Harmetz va respondre: gairebé totes les pel·lícules de la Warner Bros. són una excepció a la teoria d'autor.
Altres crítics, però, atorguen més valor al paper de Curtiz: Sidney Rosenzweig, en els seus estudis sobre la feina del director, veu la pel·lícula com un exemple típic de com Curtiz subratlla els dilemes morals.
El muntatge de la segona unitat, així com la seqüència d'obertura amb els refugiats, en què es mostren la invasió de França, van ser dirigits per Don Siegel.

### Fotografia

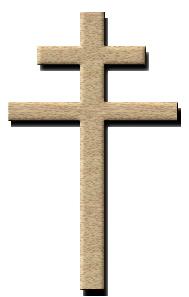
La creu de Lorena, emblema de la França lliure

El director de fotografia en va ser Arthur Edeson, un veterà que havia treballat prèviament en El falcó maltès i Frankenstein.
Edeson va tenir molta cura a l'hora de fotografiar Ingrid Bergman: va prendre principalment el seu perfil esquerre, sovint a través d'un filtre de gasa i amb llums per fer-li lluir els ulls. Així, volia aconseguir l'efecte de fer-li mostrar una expressió d'inefable tristesa, tendresa i nostàlgia. També va fer servir ombres de barrots que passaven per sobre dels personatges per fer la sensació d'empresonament, així com de la creu, el símbol de la França lliure i d'altres per suggerir la confusió emocional. En moltes escenes, es va fer servir una il·luminació basada en la foscor del cinema negre i expressionista. Per a Rosenzweig, aquestes ombres i els efectes d'il·luminació són elements clàssics de l'estil Curtiz, juntament amb el moviment fluid de les càmeres i l'ús de l'ambient com a recurs d'enquadrament.

### Música
La música és de Max Steiner, conegut per la banda sonora d'Allò que el vent s'endugué. La cançó As Time Goes By, de Herman Hupfeld, havia format part de la història de l'obra original, però Steiner va voler reemplaçar-la per una composició pròpia. Tot i això, va abandonar la idea per, finalment, basar la banda sonora en variacions sobre aquest tema i La marsellesa. As Time Goes By va tenir molt d'èxit després de l'estrena de Casablanca i es mantingué 21 setmanes al hit parade.
És musicalment remarcable el «duel de cançons» que té lloc a la cafeteria de Rick, quan Strasser i altres oficials alemanys comencen a cantar Die Wacht am Rhein, amb la qual es barreja La marsellesa, tocada per l'orquestra i corejada pel públic. Originalment, la cançó alemanya destinada a aquesta seqüència era el Horst Wessel Lied, el segon himne nacional de facto de l'Alemanya nazi, però no es pogué fer servir perquè estava sota copyright internacional en els països no aliats.
Altres cançons de la pel·lícula són: It Had to Be You de 1924, Knock on Wood i Shine, de 1910.

## Repartiment

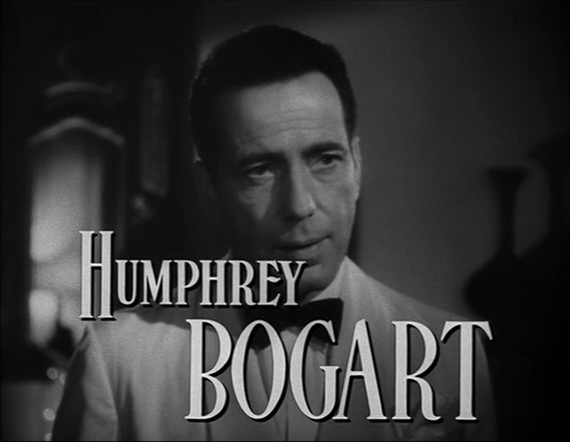
Humphrey Bogart
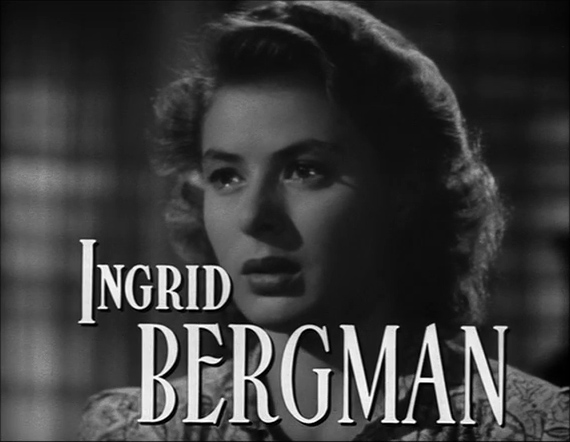
Ingrid Bergman
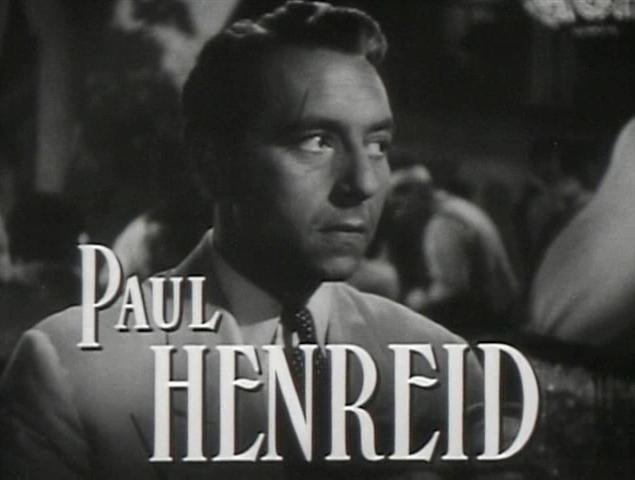
Paul Henreid
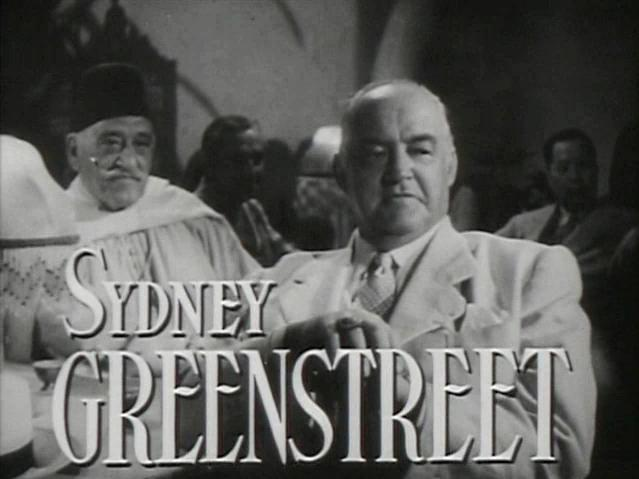
Sydney Greenstreet
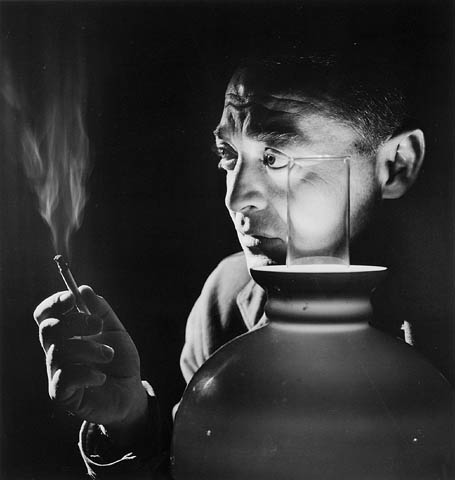
Peter Lorre

El repartiment va ser notable pel caràcter internacional (només tres dels actors havien nascut als Estats Units). Vet aquí els actors més destacats:
- Humphrey Bogart com a Rick Blaine. L'actor nascut a Nova York esdevindria una estrella amb Casablanca. Abans havia estat fent papers sobretot de gàngster, interpretant personatges anomenats Bugs, Rocks, Turkey, Whip, Chips, Gloves i Duke (dues vegades). L'últim refugi (1941) li havia permès interpretar un personatge amb una mica de candor, però Rick era el seu primer paper veritablement romàntic.
- Ingrid Bergman com a Ilsa Lund. La web oficial de Bergman fa referència a Ilsa com «el seu paper més famós i durador».[28] L'actriu sueca va estrenar-se a Hollywood amb Intermezzo (1939) i va ser ben rebuda, però les seves següents pel·lícules no van ser èxits essencials fins a Casablanca. Ebert l'anomena lluminosa, i fa comentaris sobre la química entre ella i Bogart: ella es pinta la seva cara amb els seus ulls.[12] Altres actrius considerades per al paper d'Ilsa van ser Ann Sheridan, Hedy Lamarr i Michèle Morgan.
- Paul Henreid com a Victor Laszlo. Henreid, un actor austríac que havia deixat el seu país el 1935, es va mostrar reticent a acceptar-ne el paper («es posava rígid sempre», segons Pauline Kael[29]), fins que se li va prometre un sou superior, juntament amb Bogart i Bergman. Henreid no s'avenia massa bé amb els altres dos actors; considerava Bogart un actor mediocre, mentre que Bergman anomenava Henreid prima donna.[30]

En el segon nivell d'actors, segons el que cobraven:
- Claude Rains com el capità Louis Renault. Rains era un actor anglès, nascut a Londres. Havia treballat prèviament amb Michael Curtiz en Les aventures de Robin Hood.
- Sydney Greenstreet com a signor Ferrari, propietari d'un club rival. Aquest anglès havia treballat prèviament amb Lorre i Bogart en El falcó maltès (1941).
- Peter Lorre com a signor Ugarte. Lorre era un personatge hongarès que va marxar d'Alemanya el 1933.
- Conrad Veidt com a major Strasser de la Luftwaffe. Era un actor alemany que havia aparegut en The Cabinet of Dr. Caligari (1920) abans que fugís dels nazis i acabés la seva carrera interpretant un nazi en una pel·lícula estatunidenca.

En els crèdits també sortien: 
- Dooley Wilson com a Sam. Era un dels pocs membres estatunidencs del repartiment. Un bateria no podia tocar el piano. Hal Wallis havia considerat convertir Sam en un personatge femení (Hazel Scott i Ella Fitzgerald en van ser candidates), fins i tot després d'acabar el rodatge, Wallis va considerar el doblatge per a la veu de Wilson en les cançons.[31]
- Joy Page com a Annina Brandel, la jove búlgara refugiada. És la tercera estatunidenca que surt als crèdits; era la cap d'estudis de la filla de Jack Warner.
- Madeleine LeBeau com a Yvonne, la xicota rebutjada per Rick. L'actriu francesa era la dona de Marcel Dalio fins al seu divorci, el 1942.
- S. Z. (o S. K.) «Cuddles» Sakall com a Carl, el cambrer. Era un actor hongarès que va fugir d'Alemanya el 1939, un amic de Curtiz de la seva època a Budapest; les seves tres germanes moriren en un camp d'extermini.
- Curt Bois com el carterista. Bois era un actor alemany jueu. Pot presumir d'una de les carreres cinematogràfiques més llarga, a part de Mickey Rooney; i feu la seva primera aparició el 1907, i fins al 1987.

Alguns actors coneguts que no van sortir als crèdits:
- John Qualen com a Berger, el contacte de la resistència de Lászlo. Va néixer al Canadà i va sortir en moltes pel·lícules de John Ford.
- Leonid Kinskey com a Sascha, que Rick assigna per escortar Yvonne a casa. Va néixer a Rússia.

Altres actors: 
- Marcel Dalio com a Emil, el crupier. Havia estat una estrella en el cinema francès, sortint als films de Jean Renoir La Grande Illusion i La Regle de Jeu, però després que fugís amb la caiguda de França, va fer alguns papers a Hollywood. Va tenir un paper clau en una altra de les pel·lícules de Bogart, Tenir-ne o no.
- Helmut Dantine com a Jan Brandel, el jugador de ruleta búlgar. Un altre austríac, havia passat temps en un camp de concentració després de l'Anschluss.
- Norma Varden com la confosa dona anglesa al marit de la qual li han robat la cartera. Era una actriu anglesa famosa.
- Jean Del Val com la locutora de ràdio de la policia francesa que obre Casablanca comunicant les notícies de l'assassinat dels dos missatgers alemanys.
- Torben Meyer, un banquer neerlandès que s'asseu en una taula de bacarà a Cal Rick. Li diu a Carl: «Pot ser que li digui que dirigia la segona casa de banca més gran a Amsterdam.» Meyer era un actor danès.
- Dan Seymour com a Abdul, el porter. Era un actor estatunidenc.
- Gregory Gaye, el banquer alemany a qui Rick denega l'entrada al casino. Gaye era un actor d'origen rus que va anar als Estats Units el 1917 després de la Revolució Russa.

Part de l'impacte emocional de la pel·lícula s'ha atribuït a la gran proporció d'europeus exiliats i refugiats entre els extres i als papers menors. Un testimoni de la gravació del duel de les cançons destaca que veia molts actors que ploraven i s'adonà que eren tots refugiats. Harmetz diu que una dotzena de papers petits en Casablanca van aportar una comprensió i una desesperació que mai no podrien haver tret del càsting. Els ciutadans alemanys del repartiment havien de mantenir, això no obstant, el toc de queda com a enemics. Irònicament, feien sovint papers de nazis.
Alguns dels actors estrangers exiliats eren: 
- Wolfgang Zilzer, que surt en la primera escena de la pel·lícula, era un actor del cinema mut alemany que va marxar quan els nazis van ocupar el poder. Més tard, es va casar amb l'actriu de Casablanca Lotte Palfi.
- Hans Twardowski com l'oficial nazi que discuteix amb un oficial francès sobre Yvonne. Nascut a Stettin, Alemanya (avui Szczecin, Polònia), va fugir d'Alemanya perquè era homosexual.
- Ludwig Stössel com a Mr. Leuchtag, el refugiat alemany l'anglès que «no és tan bo». Nascut a Àustria, l'actor jueu va ser empresonat després de l'Anschluss. Quan se'l va alliberar, va anar a Anglaterra i després a Amèrica. Stössel va esdevenir famós per una llarga sèrie d'anuncis de vi de la colònia suïssoitaliana. Vestit amb un barret alpí i lederhosen, Stössel era el seu portaveu amb l'eslògan «Aquell vell fabricant de vi, Jo»!
- Ilka Grünig com a Mrs. Leuchtag. Nascuda a Viena, era una estrella del cinema mut a Alemanya, que va anar a Amèrica després de l'Anschluss.
- Lotte Palfi com la refugiada que intenta vendre els seus diamants. Nascuda a Alemanya, interpretava papers en el prestigiós teatre de Darmstadt, Alemanya. Va marxar a Amèrica després que els nazis arribessin al poder el 1933. Més tard, es va casar amb un altre actor de Casablanca, Wolfgang Zilzer.
- Trude Berliner com una jugadora de bacarà a Cal Rick. Nascuda a Berlín, era una artista famosa de cabaret i actriu de cinema. Sent jueva, va marxar d'Alemanya el 1933.
- Louis V. Arco com un altre refugiat a Cal Rick. Lutz Altschul, nascut a Àustria, va anar a Amèrica després de l'Anschluss i va canviar el seu nom.
- Richard Ryen com l'ajudant de Strasser, capità Heinze. El jueu austríac actuava en pel·lícules alemanyes, però havia fugit dels nazis.

## Rebuda

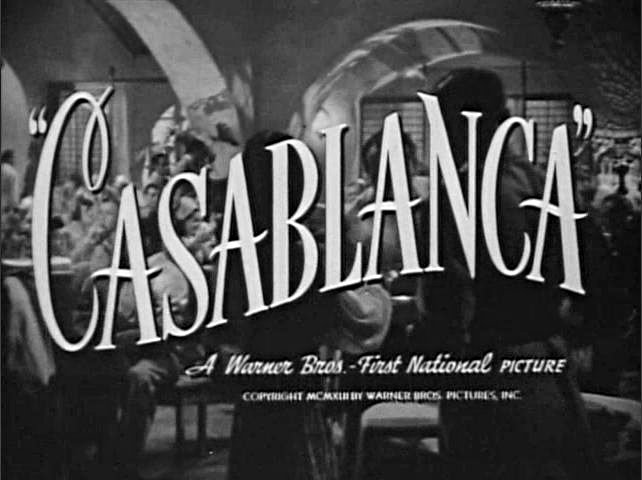
Pantalla del títol

L'estrena de pel·lícula va ser al Teatre de Hollywood, a la ciutat de Nova York el 26 de novembre de 1942, coincidint amb la invasió aliada d'Àfrica del Nord i la captura de Casablanca; i es va distribuir de manera general el 23 de gener de 1943, aprofitant la conferència de Casablanca, una reunió d'alt nivell entre Winston Churchill i Franklin D. Roosevelt a la ciutat. La pel·lícula va ser un èxit de recaptació, tot i no ser espectacular, uns 3,7 milions de dòlars en la seva estrena als Estats Units (va ser la setena pel·lícula per recaptació el 1943). I la crítica va ser generalment positiva; per exemple, la revista Variety la va descriure com una propaganda antieix esplèndida; Com més tard va dir Koch, era una pel·lícula que les audiències necessitaven... hi havia valors... per fer un sacrifici. I ho deia en un sentit d'entreteniment. Altres ressenyes eren menys entusiastes: The New Yorker la considerava només tolerable. L'Oficina d'Informació de la Guerra va recomanar evitar que les tropes destinades a l'Àfrica del Nord la veiessin, ja que creia que provocaria ressentiment entre els seguidors de Vichy a la regió.
Als Oscars de 1944, la pel·lícula va guanyar tres premis: Oscar al millor guió adaptat, Millor Director, i Millor Fotografia.
Amb el temps, la pel·lícula ha augmentat en popularitat. Murray Burnett ha comentat que és una cinta «certa ahir, certa avui i certa demà». Cap al 1955, la pel·lícula havia recaptat 6,8 milions, i era la tercera més reeixida de les pel·lícules de temps de guerra de la Warner (darrere de Shine On, Harvest Moon i This is the Army).

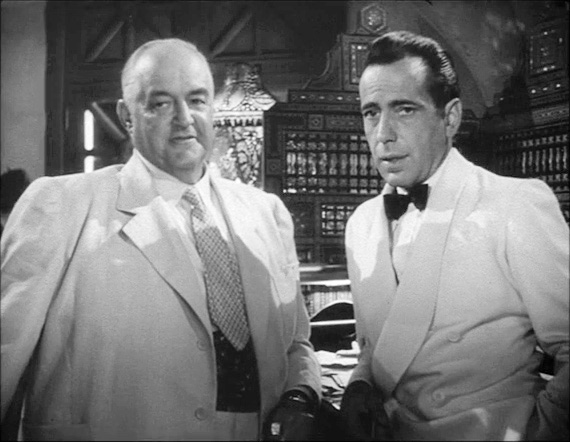
Sydney Greenstreet (esquerra) i Humphrey Bogart

El 21 d'abril de 1957, el Brattle Theater de Cambridge (Massachusetts) va projectar la pel·lícula dins una sessió de films d'altres temps. Va ser tan popular que va començar una tradició de passar Casablanca durant la setmana d'exàmens finals a la Universitat Harvard que continua avui dia, i és emulat per moltes universitats dels Estats Units. La tradició va ajudar la pel·lícula a romandre popular, mentre s'han esvaït altres pel·lícules famoses dels anys 40, i el 1977, Casablanca era la més emesa per televisió.
Tanmateix, sembla evident que Casablanca ha provocat una impressió més profunda entre els amants del cinema que dins el món de la producció professional. Pel novembre/desembre de 1982, en American Film, Chuck Ross va afirmar que havia reescrit el guió cinematogràfic de Casablanca, només canviant el títol Everybody Comes to Rick's i el nom del pianista a Dooley Wilson, i el va sotmetre a 217 agències. Vuitanta-cinc d'aquestes el llegiren; d'aquestes, trenta-vuit el van rebutjar immediatament, trenta-tres el van reconèixer (però només vuit específicament com a Casablanca), tres el declaraven comercialment viable, i una suggeria convertir-lo en una novel·la.

### Rebuda de la crítica
Segons Roger Ebert, Casablanca es troba probablement en més llistes de les pel·lícules més importants de tot el temps, que qualsevol altre títol, incloent-hi Ciutadà Kane; mentre Ciutadà Kane és més gran, Casablanca és més estimada. Ebert deia que mai no ha sentit parlar d'una ressenya negativa de la pel·lícula, tot i que es poden criticar elements individuals, com els irrealistes efectes especials i el caràcter rígid de Lászlo. Rudy Behlmer va emfasitzar la varietat de la pel·lícula: és una barreja de drama, melodrama, comèdia i intriga. Leonard Maltin va manifestar que és la seva pel·lícula favorita de tots els temps.
Ebert va dir que la pel·lícula és popular perquè tots són bons. Com l'heroi de la resistència Lászlo, que és aparentment el més noble, encara que és tan rígid que és difícil que agradi. Els altres personatges, en paraules de Behlmer, es tornen bons durant la pel·lícula. Renault comença la pel·lícula com un col·laborador dels nazis, que obté favors sexuals dels refugiats i fa matar Ugarte. Rick, segons Behlmer, no és un heroi... no és un mal xicot: fa el que sigui necessari per agradar a les autoritats i no es juga el coll per ningú. Fins i tot Ilsa, la menys activa dels personatges principals, cau en la lluita emocional sobre quin home realment estima. Al final de la pel·lícula, tanmateix, tothom s'ha sacrificat.
Una nota discrepant arriba d'Umberto Eco, que va escriure que, segons criteris estrictes... Casablanca és una pel·lícula molt mediocre. Veia els canvis que els personatges sofreixen més com incoherents que com complexos: És una historieta, un hotch-potch, baix en credibilitat psicològica, i amb poca continuïtat en els seus efectes dramàtics. Tanmateix, sostenia que és aquesta inconsistència, la que explica la popularitat de la pel·lícula, i permet incloure una sèrie sencera d'arquetips (amor infeliç, espera, atracció sexual, el triomf de la puresa, el criat fidel, el triangle d'amor, la bella i la bèstia, la dona enigmàtica, l'aventurer ambigu i el borratxo redimit). Així doncs, Casablanca no és només una pel·lícula. Són moltes pel·lícules, una antologia. […] Quan tots els arquetips irrompen sense vergonya, arribem a les profunditats d'Homer. Dos clixés fan riure. Cent clixés ens commouen. Perquè notem que els clixés estan parlant entre si, i realitzen una reunió".
Eco tria el sacrifici com un dels temes clau de la pel·lícula: el mite del sacrifici és present en tot el film. Aquest tema ressonava davant d'una audiència de temps de guerra que es veia tranquil·litzada per la idea que el sacrifici dolorós i ser ferit en la guerra podrien ser gestos romàntics per a un bon fi.

### Interpretacions
Els crítics han sotmès Casablanca a moltes lectures diferents. William Donelley, en el seu Amor i mort a Casablanca, argumenta que la relació de Rick amb Sam, i posteriorment amb Renault, és un cas estàndard de l'homosexualitat reprimida, més que moltes altres històries d'aventures estatunidenques. Harvey Greenberg presenta una lectura freudiana en les seves Pel·lícules sobre la seva ment, en què les transgressions que impedeixen Rick de retornar als Estats Units constitueixen un complex d'Èdip, que només es resol quan Rick es comença a identificar amb la figura del pare (Laszlo) i la causa que representa. Sidney Rosenzweig sosté que aquestes lectures són reductives, i que l'aspecte més important de la pel·lícula és la seva ambigüitat, sobretot en el personatge de Rick; cita els noms diferents que dona cada personatge a Rick (Richard, Ricky, Mr. Rick, Herr Blaine, etcètera) com a evidència dels significats diferents que té per a cada un d'ells.

### Influència

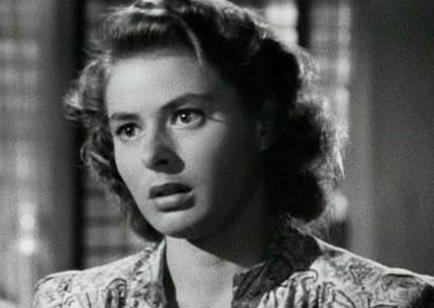
Ingrid Bergman en la pel·lícula

Anys després, moltes pel·lícules han agafat elements de Casablanca. Passatge a Marsella reuneix Bogart, Rains, Curtiz, Greenstreet i Lorre el 1944. Hi ha moltes similituds entre Casablanca i dues pel·lícules posteriors de Bogart, Tenir-ne o no (1944) i Sirocco (1951). També té paròdies, entre les quals s'inclouen les pel·lícules dels germans Marx A Night in Casablanca (1946), i de Neil Simon The Cheap Detective (1978), Barb Wire (1996), i Out Cold  (2001), mentre suggeria el títol per al film The Usual Suspects. Play It Again, Sam de Woody Allen (1972) s'apropia del Casablanca de Bogart, per al personatge nebbishy, mentor del personatge d'Allen.
La mateixa Casablanca era un complot en la pel·lícula de ciència-ficció Overdrawn at the Memory Bank (1983), basada en la història de John Varley, i feia un símil en la distopia de Terry Gilliam Brazil (1985). Warner Bros va produir la seva pròpia paròdia de la pel·lícula en l'homenatge Carrotblanca, dibuixos animats de Bugs Bunny inclosos en l'edició especial en DVD.
Steven Soderbergh va retre homenatge a Casablanca amb The Good German (2006), una història d'assassinats al Berlín de la postguerra. Rodada en blanc i negre i utilitzant la mateixa tecnologia que es feia servir quan es va fer Casablanca. La pel·lícula acaba amb una escena entre els dos anteriors amants (interpretats per George Clooney i Cate Blanchett) en un aeroport. El cartell de la pel·lícula repeteix la icona de Casablanca.
La televisió també ha estès la fama d'aquesta pel·lícula. Per exemple, un episodi de la sèrie de TV estatunidenca Moonlighting parodiava Casablanca, amb Curtis Armstrong com a «Rick» i Allyce Beasley com a «Agnes».
En literatura, la història de Robert Coover «You Must Remember This» (del llibre A Night at the Movies or, You Must Remember This) utilitza citacions exactes de la pel·lícula i inclou una escena sexual explícita entre Rick i Ilsa, mentre la novel·la curta de ciència-ficció «The Children's Hour» de la sèrie The Man-Kzin Wars, creada i editada per Larry Niven, té una trama que dibuixa molts elements de Casablanca.

## Premis
Casablanca va guanyar tres Oscars (1944):
- Oscar a la millor pel·lícula per Warner Bros (Hal B. Wallis, productor)
- Oscar al millor director per Michael Curtiz
- Oscar al millor guió adaptat per Julius J. Epstein, Philip G. Epstein i Howard Koch

També va ser nominada per altres quatre Oscars:
- Oscar al millor actor per Humphrey Bogart
- Oscar al millor actor secundari per Claude Rains
- Oscar a la millor fotografia per Arthur Edeson
- Oscar al millor muntatge per Owen Marks
- Oscar a la millor música original per Max Steiner

El 1989, la pel·lícula va ser seleccionada pel National Film Registry dels Estats Units, en ser considerada «culturalment, històricament, o estèticament significativa». El 2005, també va ser nominada com una de les 100 pel·lícules més grans dels últims 80 anys per la revista Time. El 2006, el Sindicat de Guionistes dels Estats Units va votar el guió de Casablanca com el millor de tot el temps en la seva llista dels 101 guions cinematogràfics més importants.
Reconeixement per l'American Film Institute
- 1998 - Top 100 de l'American Film Institute - la número 2
- 2001 - AFI's 100 Years...100 Thrills (100 anys d'AFI... 100 emocions): - La número 37
- 2002 - AFI's 100 Years...100 Passions (100 anys d'AFI... 100 passions) - La número 2
- 2003 - AFI's 100 Years...100 Heroes and Villains (100 anys d'AFI... 100 herois i dolents):
  - Rick Blaine, heroi, en el lloc número 4
- 2004 - AFI's 100 Years...100 Songs (100 anys d'AFI... 100 cançons):
  - «As Time Goes By» La número 2
- 2005 - AFI's 100 Years...100 Movie Quotes (100 d'AFI... 100 cites de pel·lícules): la pel·lícula amb més cites (6)
  - 5: "Here's looking at you, kid."
  - 20: "Louis, I think this is the beginning of a beautiful friendship."
  - 28: "Play it, Sam. Play 'As Time Goes By'."
  - 32: "Round up the usual suspects."
  - 43: "We'll always have Paris."
  - 67: "Of all the gin joints in all the towns in all the world, she walks into mine."
- 2006 - AFI's 100 Years...100 Cheers (100 anys d'AFI... 100 inspiracions) - núm. 32

## Edicions de vídeo
Casablanca va sortir en laserdisc el 1991, editat per la Warner Home Video, i en VHS per la MGM el 1992. En DVD va sortir el 2000, contenint el tràiler i un making-off. El 2003, es va llançar una edició especial de dos discos amb comentaris d'àudio, documentals i una presentació renovada.
El 14 de novembre del 2006, va sortir un HD-DVD amb els mateixos continguts especials que el DVD del 2003 i els que el van veure estaven impressionats amb el trasllat a l'alta definició del film.
Una edició en format Blu-ray va sortir el desembre del 2008.

## Seqüeles i altres versions
Gairebé des del moment que Casablanca va esdevenir un èxit, es va parlar de fer-ne una continuació. Una de titulada Brazzaville (en l'escena final, Renault recomana fugir a Brazzaville) es va planejar, però mai no es va arribar a produir. Des d'aleshores, cap estudi ha considerat seriosament filmar una continuació o remake. François Truffaut va refusar una invitació per a un remake el 1974, citant com a raó la posició de culte que té el film entre els estudiants estatunidencs. Tanmateix, s'ha sabut que el cineasta Rajeev Nath, de Bollywood, està refent la pel·lícula, descrivint-la com un «homenatge a l'original.»
La novel·la As Time Goes By, escrita per Michael Walsh i publicada el 1998, va ser autoritzada per la Warner i torna a fer la trama on s'acaba la pel·lícula, i també explica el passat misteriós de Rick a Amèrica. El llibre no va tenir gaire èxit.
Van haver-hi dues sèries de televisió basades en Casablanca, les dues considerades preqüeles de la pel·lícula. La primera en va sortir el 1955, amb Charles McGraw com a Rick i Marcel Dalio, que interpretava Emil, el crupier de la pel·lícula, com a Renault; la va emetre l'ABC com a part de la sèrie Warner Bros Presents. Van produir un total de 10 episodis d'una hora llarga. Una altra sèrie, emesa durant molt poc de temps a la NBC el 1983, protagonitzada per David Soul com a Rick, Ray Liotta com a Sacha i Scatman Crothers com a Sam. Se'n van produir 5 episodis d'una hora.
Hi va haver unes quantes adaptacions radiofòniques de la pel·lícula. Les dues més conegudes van ser una de trenta minuts en el The Screen Guild Theater el 26 d'abril de 1943, protagonitzades per Bogart, Bergman i Henreid, i una versió llarga d'hora en el Lux Radio Theater el 24 de gener de 1944, presentant Alan Ladd com a Rick, Hedy Lamarr com a Ilsa, i John Loder com a Victor Lászlo. Es van emetre dues altres adaptacions de trenta minuts: en el Philip Morris Playhouse el 3 de setembre de 1943 i en el Theater of Romance el 19 de desembre de 1944, en el qual Dooley Wilson va reprendre el seu paper de Sam.
Julius Epstein va intentar dues vegades convertir la pel·lícula en un musical per a Broadway, el 1951 i 1967, però cap d'aquestes va acabar en un escenari. L'obra original, Everybody Comes to Rick's, va ser produïda a Newport (Rhode Island), l'agost de 1946, i una altra vegada a Londres l'abril de 1991, però sense èxit.
Casablanca també va ser present en la controvèrsia durant els anys 1980 sobre l'acoloriment de pel·lícules,
quan una versió acolorida es va emetre per televisió. Va estar durant poc de temps disponible en vídeo, però va ser impopular per als puristes. Stephen, el fill de Bogart, va dir: «si acoloriu Casablanca, per què no li poseu braços a la Venus de Milo?».
El Rick's Cafe Americain, en un principi, era un cabaret imaginari, però, en l'actualitat, el Rick's Café a Casablanca (Marroc) existeix i està decorat com el de la pel·lícula.

## Rumors
Han crescut uns quants rumors i malentesos al voltant de la pel·lícula. Un d'aquests és que Ronald Reagan havia estat originalment escollit per interpretar Rick. Això té el seu origen en un comunicat de premsa emès per l'estudi al principi de la pel·lícula, però aleshores l'estudi ja sabia que tenia previst anar-se'n a l'exèrcit, i mai no va ser considerat seriosament.
Una altra història coneguda és que els actors no sabien fins al darrer dia de rodatge com havia d'acabar la pel·lícula. L'obra original (escrita totalment a la cafeteria) acabava amb Rick enviant Ilsa i Victor a l'aeroport. Durant la redacció del guió, es parlava de la possibilitat que Lászlo fos assassinat a Casablanca, cosa que permetria a Rick i Ilsa marxar junts, però tal com Casey Robinson va escriure a Hal Wallis abans de començar el rodatge, el final de la pel·lícula «fa un gir elegant quan Rick l'envia a l'avió amb Victor. Fent això, no està resolent només un triangle d'amor, està forçant la noia a estar a l'altura del seu idealisme, forçant-la a continuar amb la feina que en aquests dies és molt més important que l'amor de dues persones.» Naturalment, era impossible que Ilsa deixés Laszlo per Rick, tal com el «codi de producció de cinema dels Estats Units» prohibia, mostrant una dona que deixa el seu marit per a un altre home. Aquell codi afectava la pel·lícula, però no si Ilsa marxava amb Lászlo; el tema era com trobar-hi una solució enginyosa. La confusió estava més que probablement provocada per la declaració posterior de Bergman, que no sabia de quin home suposava que estigués enamorada. L'examen dels guions per Aljean Harmetz han conclòs que moltes de les escenes clau estaven rodades després que Bergman sabés com s'acabava la pel·lícula: qualsevol confusió era, en paraules d'Ebert, «emocional», no «factual».

## Errors
La pel·lícula té uns quants defectes lògics; el primer són els dos «salconduits de trànsit» que permeten als seus portadors d'anar-se'n del territori de la França de Vichy. A l'àudio de la pel·lícula, Ugarte diu que els salconduit havien estat signats per (segons l'oïdor) el general de la França lliure, Charles de Gaulle, o pel general de Vichy, Maxime Weygand. En els subtítols en anglès del DVD oficial, es llegeix de Gaulle, mentre que el francès subtitula Weygand. Weygand havia estat el delegat general de Vichy per a les colònies franceses del nord d'Àfrica, fins un mes abans de l'estrena (i un any després de ser escrita). De Gaulle era el cap del govern a l'exili de la França lliure, i enemic del règim de Vichy, que controlava el Marroc.
Una cort marcial de Vichy havia declarat culpable De Gaulle de traïció in absentia i l'havia condemnat a presó perpètua el 2 d'agost de 1940, i d'aquesta manera els salconduits signats per ell no haurien tingut efecte. Segons MacGuffin, els salconduits van ser inventats per Joan Allison per a l'obra original i mai van ser posats en qüestió. I fins i tot en la pel·lícula, Rick suggereix a Renault que els salconduits no haurien permès a Ilsa d'escapar, i encara menys Laszlo: la gent ha restat a Casablanca malgrat els seus drets legals.
En la mateixa línia, encara que Laszlo afirma que els nazis no el poden arrestar, ja que això és encara la França no ocupada; qualsevol violació de neutralitat es reflectiria en el capità Renault, Ebert assenyala que no té gens de sentit que pogués anar lliurement.... Seria arrestat tan aviat com el veiéssin. Harmetz, tanmateix, suggereix que Strasser, intencionadament, permet a Laszlo de moure's, esperant que els dirà els noms de líders de la resistència a l'Europa ocupada, a canvi que a Ilsa li permetin d'anar a Lisboa.
Altres errors inclouen la versió errònia de la bandera del Marroc francès, la declaració de Renault que estava amb ells [els estatunidencs] quan 'entraren' a Berlín el 1918 (la capital alemanya no va ser ocupada en la Primera Guerra Mundial), i mai cap tropa alemanya uniformada estigué a Casablanca durant la Segona Guerra mundial. També hi ha els inevitables errors de continuïtat; per exemple, en l'escena final, la jaqueta militar del major Strasser es veu amb espatlleres i sense. També, durant l'escena en què Rick deixa París en tren, es pot veure clarament que l'abric de Rick es mulla per causa de la forta pluja, però quan embarca al tren, l'abric de cop i volta sembla sec. L'actitud de Curtiz envers aquests detalls era clara, deia: Ho faig tan de pressa, ningú no se n'adona.

## Citacions
Una de les citacions més associades amb el film: Toca-la una altra vegada, Sam és una citació incorrecta. Quan Ilsa entra per primer cop al Cafè Americain, distingeix Sam i li demana que la toqui una vegada, Sam, recordant els temps vells. Quan fingeix ignorància, respon, Toca-la, Sam. Toca 'As Time Goes By'. Després d'aquella nit, sol amb Sam, diu Rick: la tocaves per a ella i la pots tocar per a mi. I si per a ella la pots tocar, també ho pots fer per a mi! Toca-la!
El comentari de Rick a Ilsa T'estic mirant, noia ('Here's looking at you, kid') no és en els guions cinematogràfics, però ha estat atribuït a alguna cosa que Bogart va dir a Bergman entre preses. Va ser votat el 2005 per l'Institut de Cinema dels Estats Units com la cinquena cita més memorable en la història del cinema. Sis textos de Casablanca apareixen en el Top 100, més que qualsevol altra pel·lícula (Allò que el vent s'endugué o El màgic d'Oz en tenen tres per film). Les altres cites són: Louis, crec que és el començament d'una gran amistat ('Louis, I think this is the beginning of a beautiful friendship') (lloc 20), Toca-la, Sam. Toca 'el temps passa' ('Play it, Sam. Play 'As Time Goes By' ') (28è), detinguin els sospitosos habituals ('Round up the usual suspects') (32è), sempre ens restarà París ('We'll always have Paris') (43è), i de tots els cafès de totes les ciutats del món, apareix al meu ('Of all the gin joints in all the towns in all the world, she walks into mine') (67è).

## Curiositats
- Per a l'escena final de l'avió, es van usar nans, perquè semblés que eren lluny.
- En la versió original, és el capità Renoir qui diu a Rick que va lluitar contra els franquistes en la Guerra d'Espanya, però la censura de la dictadura franquista ho va substituir perquè lluités contra l'Auchles austríac.
- En totes les escenes en què apareix Humprey al costat d'Ingrid, hi ha una plataforma de pam i mig per a Humprey, perquè era més baix que ella. Ingrid feia 1,80 i Humprey 1,60.
- Quan es va començar el rodatge de la pel·lícula encara no s'havia decidit quin seria el final.
- Casablanca va ser una de les primeres pel·lícules que va emetre Televisió Valenciana, l'any 1989, en una versió amb doblatge propi al català. Hi va participar Ovidi Montllor, que va posar veu a Dooley Wilson (Sam). La pel·lícula va ser doblada als estudis Sonoblok de Barcelona, amb actors catalans (Amb l'excepció de Montllor i algun altre) que adaptaren la seua parla al català occidental sense que el públic ho notara.[74] També s'ha subtitulat al català.[75]
- La famosa i curta versió d'As Time Goes By fou interpretada en el film pel pianista cubà Ignacio Villa, de malnom Bola de nieve.